# Juan Esteban Lozano de Torres

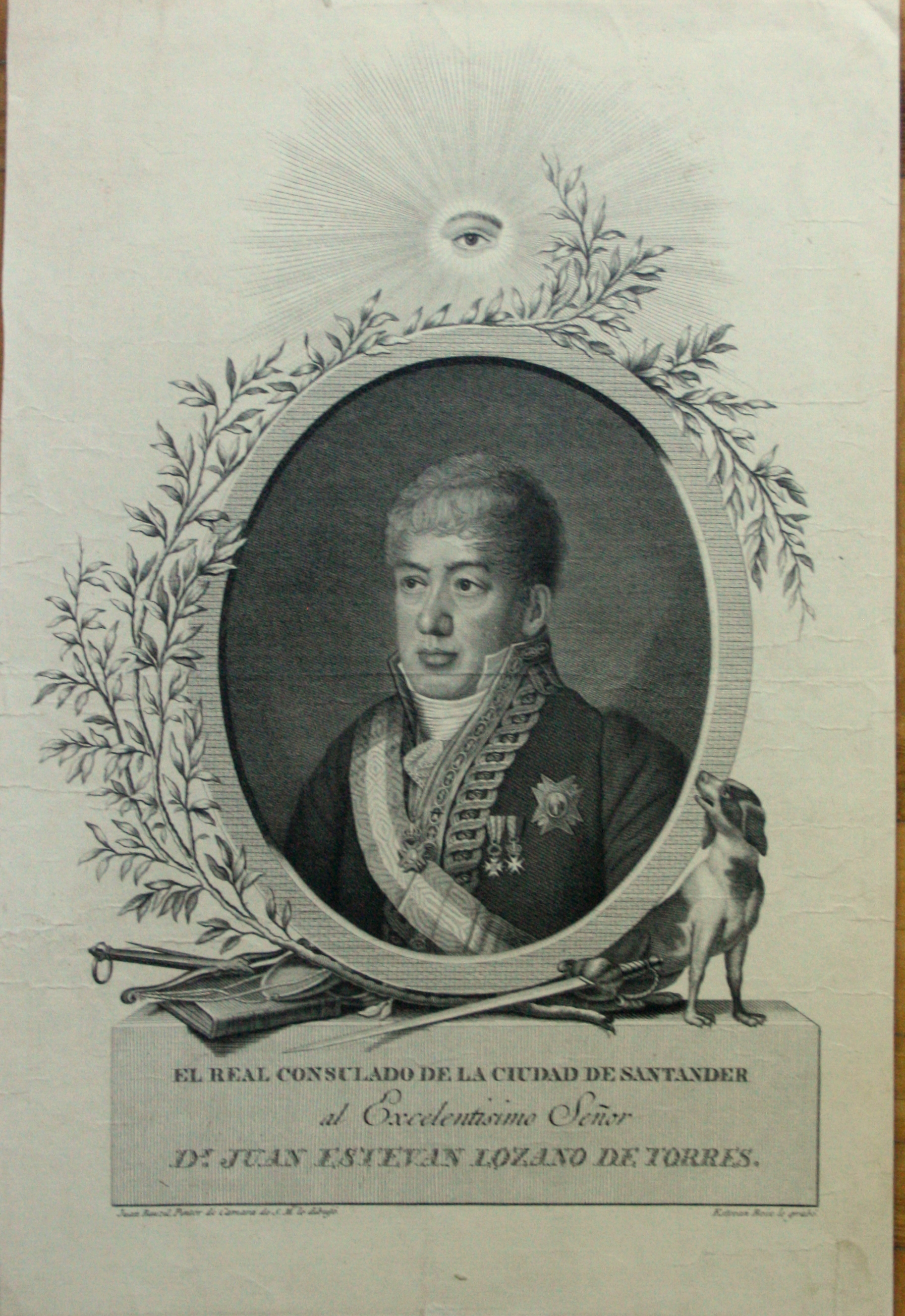
Retrato de Juan Esteban Lozano de Torres, grabado de Esteban Boix por dibujo de Juan Bauzil. Dedicatoria: «El Real Consulado de la Ciudad de Santander / al Excelentísimo Señor / D.^{n} Juan Esteban Lozano de Torres»

Juan Esteban Lozano de Torres, marqués de Casa Lozano (Cádiz, 2 de septiembre de 1779-Madrid, 27 de noviembre de 1831), fue un político español, hombre de confianza de Fernando VII y secretario de Despacho de Gracia y Justicia de 1817 a 1819.  

## Biografía
De origen oscuro —hay quien dice que en su niñez vendía chocolate por las calles de Cádiz— pasó su juventud en Inglaterra y Suiza con un tío y en 1808 aparece en el censo de hijosdalgo de Infiesto como Comisario ordenador. En 1810 era intendente del Ejército. Debió de comenzar entonces su carrera ascendente acompañada de la fama de adulador y chaquetero. En un artículo publicado en el New York Daily Tribune el 27 de octubre de 1854 Karl Marx escribía de él que 

al mismo tiempo en que se deshacía en adulaciones serviles ante el general inglés, comunicaba secretamente a la Junta [Central] que las quejas del general respecto a la escasez de víveres eran del todo infundadas. Wellington descubrió la doblez de este truhan y lo arrojó ignominiosamente de su campamento.

Acabada la guerra, en enero de 1817 fue nombrado consejero de Estado y secretario de Estado de Gracia y Justicia, encargado de la educación (manifestándose defensor del método de enseñanza de Joseph Lancaster) y de la policía. Pérez Galdós escribe de ello en La segunda casaca, cap. V:

En Gracia y Justicia [...] entró y duraba aún en la época de mi relación, D. Juan Esteban Lozano de Torres, la gran figura de aquellos tiempos, y no porque la tuviera gallarda ni aun digna de ser vista, sino porque con su hermosura moral tenía cautivados a todos, empezando por el Rey. Había sido Lozano de Torres en su mocedad relojero. No había hecho estudios de ninguna clase, siendo el primero y el único ministro de Gracia y Justicia lego en jurisprudencia. Ni siquiera sabía latín, cosa rara y chocante en aquellos tiempos.

La carrera de este benemérito español había sido el comisariato del ejército. ¡Y qué herejías dijeron de él a propósito de la administración del hospital militar de la Isla! [...] ¡Qué tal fama de abastecedor y despensero tendría el niño, cuando, destinado a la Intendencia de Castilla la Vieja, no quiso darle posesión el gran Wellington, jefe del ejército aliado!

La causa de su elevación a la silla de Gracia y Justicia fue el desmedido y loco amor que a Fernando tenía, el cual era de tal naturaleza que raras veces se presentaba ante Su Majestad sin derramar lágrimas de ternura, y para besarle la real mano hincaba la rodilla en tierra. Había en el alma de Lozano un sentimiento parecido a la dulce fibra del misticismo, que le llevaba a la identificación con el objeto amado, haciéndole partícipe no sólo de las impresiones morales de este, sino también de sus sensaciones físicas. Cuando Fernando estaba enfermo, Lozano de Torres se quejaba de la misma dolencia, y si a Su Majestad le dolía un pie, al punto cojeaba el amigo; tal era la fuerza de simpatía entre los dos.

Expulsado de la Corte poco antes de que Fernando VII jurara la constitución tras sublevación de Riego, marchó hacia Galicia, aunque no pasó de Astorga, donde fue detenido. En el café de Lorencini, sede de la Sociedad Patriótica de los Amigos de la Libertad, se fijó a la puerta un pasquín con la lista de nombres a los que la Nación debía espiar continuamente, encabezados por «el perjuro Mozo de Rosales y sus sesenta y ocho Persas; el francés Ducós, autor del Judío errante [y] Lozano de Torres». Restaurado el absolutismo no recuperó inmediatamente el favor real, pues aún hubo de permanecer en el destierro y en 1826 se le denegó el puesto de ministro plenipotenciario en Roma y el traslado a algún balneario por motivos de salud, como había solicitado, pero en 1827 recibió el título de marqués de Casa Lozano y en 1828 había recuperado su influencia sobre Calomarde y era presidente de la Caja de Amortización. En su testamento (1831) decía ser doctor en ambos derechos y regidor perpetuo de las ciudades de Guadix, Santander, Badajoz y Zamora, de la villa de Infiesto y Concejo de Piloña, y de Gijón, Villaviciosa, Avilés, y del Consejo de Caso en el Principado de Asturias, además de regidor honorario de Madrid y de Cádiz.